# Håbo-Tibble kyrkby
Håbo-Tibble kyrkby is een plaats in de gemeente Upplands-Bro in het landschap Uppland en de provincie Stockholms län in Zweden. De plaats heeft 271 inwoners (2005) en een oppervlakte van 33 hectare.